# CBSニュースナウ
『CBSニュースナウ（CBS News Now）』は、アメリカのCBSニュース・アンド・ステーションズが制作した一連のハイブリッド地方/全国ニュース番組の「事実上の」統括タイトルであり、テキサス州フォートワースのKTVT/KTXAのスタジオにあるCBSローカルニュース・イノベーション・ラボ（CBS Local News Innovation Lab）が制作を主導し、同グループの殆どのCW提携局または独立局で放送された。同社が完全なニュース業務を行っている市場では、ニュース番組は該当するCBSニュースローカル（CBS News Local）ストリーミングサービスに因んで命名されたが、他の市場（CBSがニュース放送を放送する放送局を所有しているが、CBSネットワーク加盟局が第三者によって所有されている場合を含む）ではタイトルは『[場所] Now News』の形式に従った。
この番組は通常、現地時間の21:00か22:00に放送され、地元のアンカー（場合によっては、リモートでホストを務める代理アンカー）が紹介する短いローカルニュースや天気予報が含まれていたが、主にフォートワースで制作された全国向けのニュース報道で構成されていた。全国パートのアンカーは、平日はトム・ハンソン（Tom Hanson）、週末はトレイソン・ブラッグ（Trason Bragg）だった。
この形式は、2022年7月18日に次の放送局で開始した。
- WLNY-TV（英語版）（ニューヨーク州リバーヘッド–ニューヨーク市、『CBS News New York Now at 9:00 on WLNY-TV 10/55』として）
- WPSG（英語版）（ペンシルベニア州フィラデルフィア、『CBS News Philadelphia Now at 10:00 on The CW Philly』として）
- KTXA（英語版）（テキサス州フォートワース–ダラス、『CBS News Texas Now at 9:00 on TXA 21』として）
- WUPA（英語版）（ジョージア州アトランタ、『Atlanta Now News at 10:00 on Atlanta's CW 69』として）[注釈 1]
- KBCW（英語版）（カリフォルニア州サンフランシスコ、『CBS News Bay Area Now at 10:00 on KBCW』として）
- WSBK-TV（英語版）（マサチューセッツ州ボストン、『CBS News Boston Now at 10:00 on TV38』として）
- KSTW（英語版）（ワシントン州シアトル、『Seattle Now News at 10:00 on CW 11』として）[注釈 1]
- WTOG（英語版）（フロリダ州セントピーターズバーグ/タンパ、『Tampa Bay Now News at 10:00 on CW 44』として）[注釈 1]
- WKBD-TV（英語版）（ミシガン州デトロイト、『Detroit Now News at 10:00 on CW 50』として）[注釈 2]
- WBFS-TV（英語版）（フロリダ州マイアミ、『CBS News Miami Now at 9:00 on TV33』として）

CBSがCW放送局を独立局に転換したため、2023年8月31日に終了した。複占市場（デトロイトを除く）では、親局のニュース部門が制作するプライムタイムのニュース番組に置き換えられた。